# Memorial-kupa

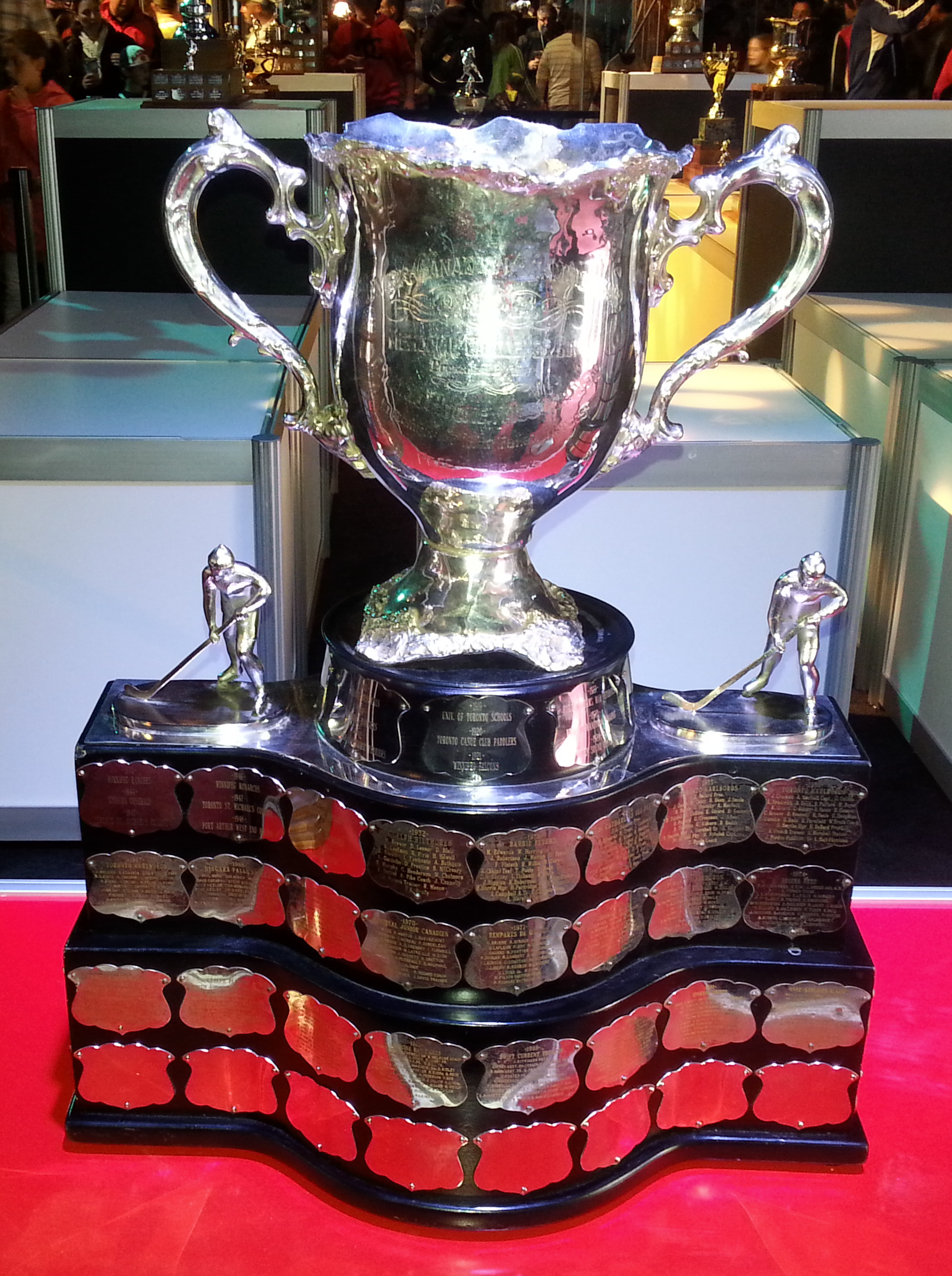
A 2015-ös Memorial-kupa

A Memorial-kupa egy trófea, melyet a Canadian Hockey League bajnoka nyerhet meg. Minden évben a három nagy junior CHL-es liga győztese (Western Hockey League (WHL), Ontario Hockey League (OHL) és a Québec Major Junior Hockey League (QMJHL) harcol a kupáért.

## Története
Eredeti neve OHA Memorial-kupa volt. 1919-ben alapította a Ontario Hockey Association az első világháborúban elesett katonák emlékére. 1919 és 1972 között a kanadai junior ligákban került kiosztásra. 1972-től a Canadian Amateur Hockey Association bevezette a mai lebonyolítási formát. 2020-ban, majd 2021-ben is a koronavírus-járvány miatt nem rendezték meg.

## A Memorial Kupa egyéni díjai
- Stafford Smythe-emlékkupa - (MVP)
- George Parsons-trófea - (legsportszerűbb játékos)
- Hap Emms-emlékkupa - (legjobb kapus)
- Ed Chynoweth-trófea - (pontkirály)